# 미카미 가즈요시
미카미 가즈요시(일본어: 三上 和良 1975년 8월 29일 ~ )는 일본의 전 축구 선수이다.

## 구단 경력
과거 비셀 고베, 베르디 가와사키, 제프 유나이티드 이치하라, 요코하마 F. 마리노스, 오이타 트리니타, 오미야 아르디자에서 활동하였다.